# Mirkopolje
Mirkopolje is een plaats in de gemeente Krašić in de Kroatische provincie Zagreb. De plaats telt 96 inwoners (2001).